# Enus Ricchi
Enus Ricchi (Fabbrico, 31 gennaio 1925 – ...) è stato un calciatore italiano, di ruolo difensore.

## Caratteristiche tecniche
Era un terzino.

## Carriera
Nella stagione 1945-1946 gioca con i dilettanti del Fabbrico, squadra del suo comune natale. A fine stagione passa al Suzzara, con cui nella stagione 1946-1947 all'età di 21 anni esordisce tra i professionisti, giocando 33 partite nel campionato di Serie B. Viene riconfermato in rosa anche per la stagione 1947-1948, nella quale disputa ulteriori 31 partite nel campionato cadetto con i bianconeri, che a fine stagione retrocedono in Serie C (complice anche la riforma del campionato, che torna ad essere a girone unico). Nell'estate del 1948 Ricchi viene ceduto alla Cremonese, altro club di Serie B, con cui nella stagione 1948-1949 gioca altre 8 partite nel campionato di Serie B, categoria in cui in carriera ha giocato quindi complessivamente 72 partite.

## Statistiche

### Presenze e reti nei club
| Stagione        | Squadra         | Campionato      | Campionato | Campionato | Coppe nazionali | Coppe nazionali | Coppe nazionali | Coppe continentali | Coppe continentali | Coppe continentali | Altre coppe | Altre coppe | Altre coppe | Totale | Totale |
| Stagione        | Squadra         | Comp            | Pres       | Reti       | Comp            | Pres            | Reti            | Comp               | Pres               | Reti               | Comp        | Pres        | Reti        | Pres   | Reti   |
| --------------- | --------------- | --------------- | ---------- | ---------- | --------------- | --------------- | --------------- | ------------------ | ------------------ | ------------------ | ----------- | ----------- | ----------- | ------ | ------ |
| 1946-1947       | Suzzara         | B               | 33         | 0          | -               | -               | -               | -                  | -                  | -                  | -           | -           | -           | 33     | 0      |
| 1947-1948       | Suzzara         | B               | 31         | 0          | -               | -               | -               | -                  | -                  | -                  | -           | -           | -           | 31     | 0      |
| Totale Suzzara  | Totale Suzzara  | Totale Suzzara  | 64         | 0          |                 | -               | -               |                    | -                  | -                  |             | -           | -           | 64     | 0      |
| 1948-1949       | Cremonese       | B               | 8          | 0          | -               | -               | -               | -                  | -                  | -                  | -           | -           | -           | 8      | 0      |
| Totale carriera | Totale carriera | Totale carriera | 72         | 0          |                 | -               | -               |                    | -                  | -                  |             | -           | -           | 72     | 0      |